# Yvonne Ploetz
Yvonne Ploetz (28 de setembro de 1984, Saarbrücken, Alemanha) é uma política alemã. Ela representa o partido A Esquerda no parlamento alemão desde 1 de fevereiro de 2010, substituindo Oskar Lafontaine.